# Sven Eggert (Volleyballspieler)
Sven Eggert (* 6. Mai 1964 in Berlin) ist ein ehemaliger deutscher Volleyballspieler.
Von 1979 bis 1989 war Sven Eggert Volleyballspieler bei VdS Berlin, wo er 1986 Deutscher Pokalsieger wurde. Danach wechselte er zum Moerser SC, der 1990 mit ihm als erste bundesdeutsche Mannschaft den Europapokal gewann. Im selben Jahr wechselte er in die 2. Bundesliga Nord, wo er – zusammen mit den zeitgleich verpflichteten René Hecht und Robert Dellnitz – Post Telekom Berlin in die 1. Bundesliga führte.
Sven Eggert war 206-facher deutscher Nationalspieler. Er arbeitet heute als Facharzt für Orthopädie in Berlin. Seit der Saison 2022/2023 trainiert er die Volleyball Regionalligamannschaft der Frauen beim TSV Rudow. In der Saison 2024/25 gelang der Meistertitel und damit auch der Aufstieg in die 3. Liga Nord.